# Ґромбкув
Ґромбкув (пол. Grąbków) — село в Польщі, у гміні Малянув Турецького повіту Великопольського воєводства.
Населення — 597 осіб (2011).
У 1975-1998 роках село належало до Конінського воєводства.

## Демографія
Демографічна структура станом на 31 березня 2011 року:
|          | Загалом | Допрацездатний вік | Працездатний вік | Постпрацездатний вік |
| -------- | ------- | ------------------ | ---------------- | -------------------- |
| Чоловіки | 292     | 72                 | 202              | 18                   |
| Жінки    | 305     | 63                 | 182              | 60                   |
| Разом    | 597     | 135                | 384              | 78                   |